# 西平県
西平県（せいへい-けん）は中華人民共和国河南省の駐馬店市に位置する県。

## 行政区画
- 街道:柏城街道、柏亭街道、柏苑街道
- 鎮:五溝営鎮、権寨鎮、師霊鎮、出山鎮、盆堯鎮、嫘祖鎮、宋集鎮、二郎鎮
- 郷:重渠郷、人和郷、譚店郷、芦廟郷、楊荘郷、専探郷、焦荘郷
- 民族郷:蔡寨回族郷